# Tony McAndrew
Tony McAndrew (Glasgow, 11 aprile 1956) è un allenatore di calcio, dirigente sportivo ed ex calciatore scozzese, di ruolo difensore.

## Biografia
Nel 2018 alcuni ex calciatori delle giovanili dell'Aston Villa hanno dichiarato di aver subito atti di bullismo da McAndrew e da Kevin MacDonald.

## Carriera

### Giocatore
Ha cominciato a giocare nel Middlesbrough. Nell'estate 1976 è stato ceduto in prestito al Vancouver Whitecaps. Tornato al Middlesbrough, divenne uno dei capisaldi della squadra inglese e vi militò fino al 1982. Nel 1982 venne ingaggiato dal Chelsea. Nel 1984 tornò al Middlesbrough. Vi militò fino al termine della stagione 1985-1986, che vide la retrocessione del club in Third Division. Nel 1986 venne ingaggiato dal Willington. Concluse la sua carriera nel 1989, dopo aver militato prima al Darlington e poi all'Hartlepool.

### Allenatore
Nella stagione 2014-2015 ha allenato ha allenato l'Under-18 dell'Aston Villa. Nella stagione successiva ha ricoperto nel club anche il ruolo di osservatore. 

### Dirigente
Dal 1999 al 2017 è stato coordinatore del vivaio dell'Aston Villa. 

## Palmarès

### Club

#### Competizioni nazionali
- Football League Championship: 2

Middlesbrough: 1973-1974
Chelsea: 1983-1984

#### Competizioni internazionali
- Coppa Anglo-Scozzese: 1

Middlesbrough: 1976
- Kirin Cup: 1

Middlesbrough: 1980